# هيلدا سوليس
هيلدا لوسيا سوليس (بالإنجليزية: Hilda Solis)‏ (ولدت في 20 أكتوبر 1957) هي سياسية أمريكية وعضوة في مجلس مقاطعة لوس انجليس للمشرفين في المنطقة الأولى. شغلت سوليس منصب وزير العمل الأمريكي الخامس والعشرين في الفترة من 2009 إلى 2013، كجزء من إدارة الرئيس باراك أوباما. وهي عضو في الحزب الديمقراطي وعملت في مجلس النواب الأمريكي في الفترة من 2001 إلى 2009، ومثلت المقاطعات 31 و 32 للكونغرس من ولاية كاليفورنيا التي تشمل شرق لوس انجليس ووادي سان غابرييل.
تربت سوليس في لا بوينتي، كاليفورنيا لوالدين مهاجرين من نيكاراغوا والمكسيك. حصلت على شهادات من جامعة بوليتكنيك بولاية كاليفورنيا بولاية كاليفورنيا، وبومونا وجامعة جنوب كاليفورنيا وعملت مع وكالتين اتحاديتين في واشنطن العاصمة، وعادت إلى ولايتها الأم، وانتخبت إلى مجلس أمناء كلية المجتمع في ريو هوندو في عام 1985، وكاليفورنيا ومجلس الدولة في عام 1992، ومجلس شيوخ ولاية كاليفورنيا في عام 1994. وكانت أول امرأة من أصل اسباني تعمل في مجلس شيوخ الولاية، وأعيد انتخابها هناك في عام 1998. سعت سوليس لتمرير تشريعات العدالة البيئية. وكانت أول امرأة تتلقى جائزة جون ف. كينيدي في الشجاعة في عام 2000.
فازت سوليس في انتخابات مجلس النواب الامريكى في عام 2000 حيث ركزت أساسا على قضايا العمل والبيئة. وأعيد انتخابها بسهولة في أربع فترات لاحقة. في ديسمبر 2008، أعلن الرئيس المنتخب باراك أوباما عزمه على ترشيح سوليس لتكون وزيرة العمل الأمريكي المقبلة. تولت منصبها بعد أن وافق مجلس الشيوخ الأمريكي في فبراير 2009، ليصبح أول لاتينية تعمل في مجلس وزراء الرئيس الأمريكي. وركزت هناك على قضايا السلامة في مكان العمل وعلى تعزيز الامتثال لقوانين الأجور والساعات. وفي يناير 2013، تنحت سوليس عن منصبها في وزارة العمل.
عادت سوليس إلى منطقتها وأعلنت رسميا ترشها في أبريل 2014 لمقعد في مجلس المشرفين في مقاطعة لوس أنجلوس. فازت سوليس بالمقعد في انتخابات 3 يونيو، وأدت اليمين الدستورية في الأول من ديسمبر الماضى.